# Escut de Llagostera
L'escut oficial de Llagostera té el blasonament d'un escut caironat partit, el primer d'argent, amb una llagosta de mar de gules posada en pal i el segon de gules, amb un castell obert d'argent, i per timbre una corona de baró.
Va ser aprovat oficialment per la Direcció General d'Administració Local del Departament de Governació i Relacions Institucionals de la Generalitat de Catalunya el 3 de gener del 2012 i publicat al DOGC número 6.051 el 24 de gener del mateix any. El Ple de l'Ajuntament l'havia aprovat prèviament el 28 de setembre del 2011.
S'hi representa una llagosta, senyal parlant tradicional i característic de la vila, usat en antigues representacions de l'escut, i, també, el castell de Llagostera, que va ser la seu d'una baronia des del segle xiv fins al xix.
L'ús d'una llagosta de mar va comportar una certa polèmica a la població, on no s'entenia l'ús d'un animal marí en una localitat allunyada de la costa. De fet, anteriorment l'Ajuntament feia servir un escut, també partit, amb els quatre pals i una representació figurativa del castell dalt d'un turó i, al peu, un estany, en referència a la possible etimologia de Llagostera, derivada del llatí Lacustaria (de lacus, llac), mot que també sortia representat al cap de l'escut. Anava timbrat amb una corona de marquès i ornat amb branques d'olivera.

## Bandera

Bandera de Llagostera

El juliol del 2014 es dugué a terme una votació perquè els llagosterencs decidissin entre dues propostes de bandera pel municipi presentades per Armand de Fluvià, una de blanca amb una franja vermella vertical al centre, i una altra de blanca, amb una llagosta vermella al centre. Les votacions es van obrir durant quinze dies per als majors de 16 anys empadronats al municipi, i el resultat va ser de 46 vots per a la bandera amb la franja vermella, 41 per la de la llagosta i cinc vots en blanc. La bandera es va aprovar oficialment en una resolució de la Generalitat de 2 de juliol de 2015.